# Christian Jürgens (Mediziner)

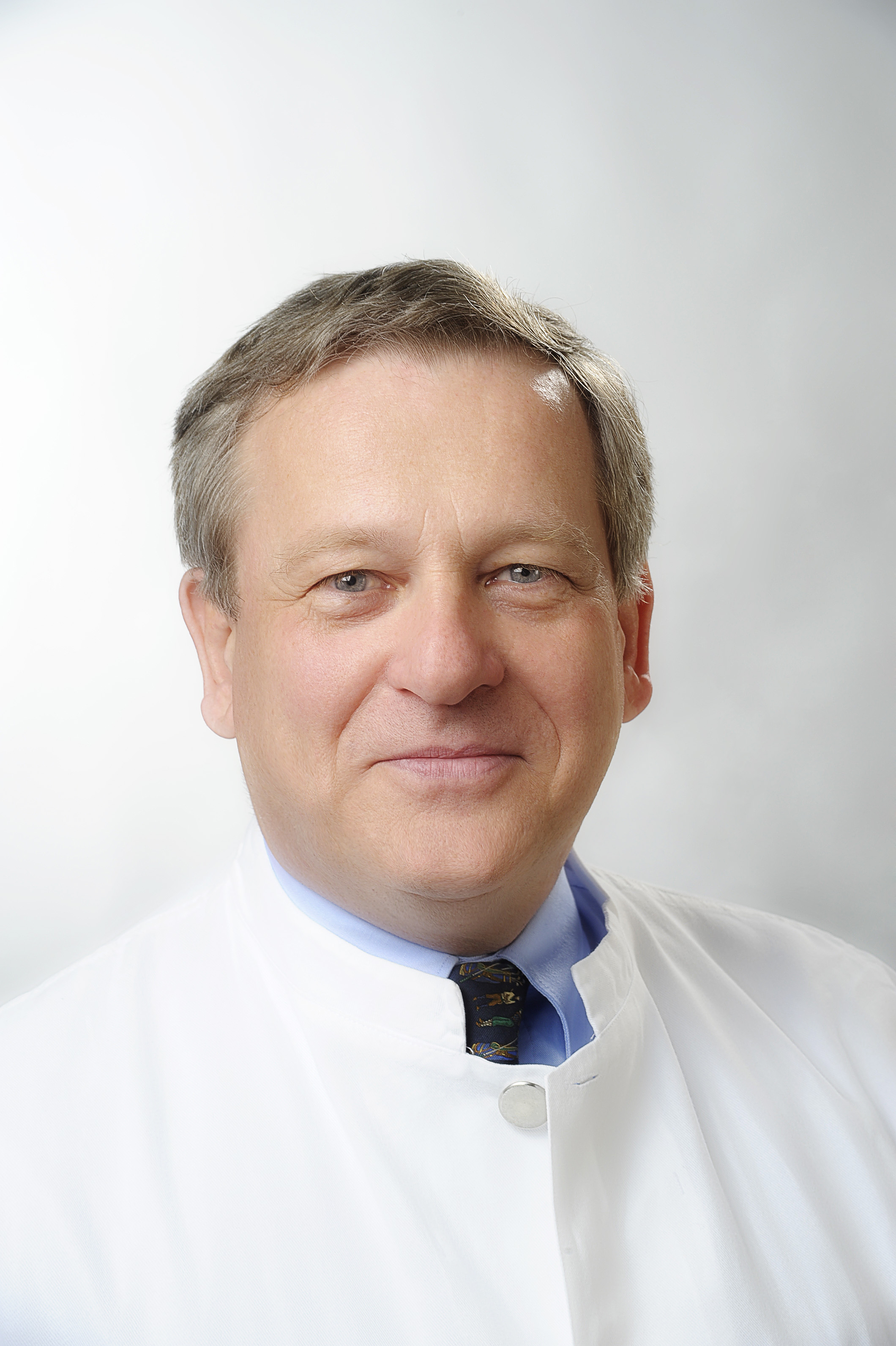
Christian Jürgens

Christian Jürgens (* 12. Februar 1951 in Hamburg) ist ein deutscher Chirurg und Hochschullehrer in Hamburg und Lübeck.

## Leben
Von 1962 bis 1971 besuchte Jürgens die Gelehrtenschule des Johanneums. Nach dem Abitur studierte er ab 1971 Humanmedizin an der Universität Hamburg. Nach der Medizinalassistentenzeit war er als Stabsarzt bei der Bundeswehr. An der Hamburger Universität erfolgte mit der Dissertation Untersuchung medizinischer und ökonomischer Aspekte in der postoperativen kardiochirurgischen Intensivmedizin seine Promotion.
Die chirurgische Ausbildung durchlief er von 1979 bis 1989 im AK Wandsbek und im AK St. Georg.  1989 wurde er Oberarzt bei Dietmar Wolter im Berufsgenossenschaftlichen Unfallkrankenhaus Hamburg. Nach der Habilitation am Universitätsklinikum Hamburg-Eppendorf wurde Jürgens 1997 Chefarzt der Unfallchirurgie im Kreiskrankenhaus Itzehoe. Nach zwei Jahren kehrte er nach Boberg zurück und leitete mit Wolter die Unfallchirurgie. 2002 wurde er sein Nachfolger als Ärztlicher Direktor der größten Unfallklinik in Norddeutschland.
Nach der Umhabilitation wurde er 2003 zusätzlich Direktor der Klinik für Unfallchirurgie und Orthopädie des Universitätsklinikums Schleswig-Holstein, Campus Lübeck.
Jürgens entwickelte eine biologisch abbaubare Wundabdeckung. Er saß im Fachbeirat der Akademie für Gesundheits- und Sozialberufe (AGS) und ist Vorsitzender der Arbeitsgemeinschaft für winkelstabile Osteosyntheseverfahren (awiso).

### Werke
- Arthroskopische Chirurgie im Schulter- und Kniegelenksbereich. Springer, Berlin 1994
- Untersuchung medizinischer und ökonomischer Aspekte in der postoperativen kardiochirurgischen Intensivmedizin. 1979

### Herausgeber
- Trauma und Berufskrankheit[3]